# Haworthia florens
Haworthia florens är en grästrädsväxtart som beskrevs av M. Hayashi. Haworthia florens ingår i släktet Haworthia och familjen grästrädsväxter. Inga underarter finns listade i Catalogue of Life.